# Cupa Orașelor Târguri 1965-1966

## Meciuri preliminarii
| Echipa 1                       | Total  | Echipa 2              | Turul I | Turul II | Baraj |
| ------------------------------ | ------ | --------------------- | ------- | -------- | ----- |
| RFC de Liège                   | 1 – 2  | NK Zagreb             | 1 – 0   | 0 – 2    |       |
| Hibernian FC Edinburgh         | 2 – 2  | Valencia CF           | 2 – 0   | 0 – 2    | 0 – 3 |
| Union Luxemburg                | 0 – 17 | 1. FC Köln            | 0 – 4   | 0 – 13   |       |
| Stade Français FC Paris        | 0 – 1  | FC Porto              | 0 – 0   | 0 – 1    |       |
| Steaua Roșie Belgrad           | 1 – 7  | AC Fiorentina SpA     | 0 – 4   | 1 – 3    |       |
| Malmö FF                       | 0 – 7  | TSV 1860 München      | 0 – 3   | 0 – 4    |       |
| PAOK FC Salonic                | 2 – 7  | Wiener Sport-Club     | 2 – 1   | 0 – 6    |       |
| VV DOS Utrecht                 | 1 – 7  | FC Barcelona          | 0 – 0   | 1 – 7    |       |
| FC Girondins de Bordeaux       | 1 – 10 | Sporting CP Lisabona  | 0 – 4   | 1 – 6    |       |
| Chelsea FC Londra              | 4 – 1  | AS Roma SpA           | 4 – 1   | 0 – 0    |       |
| AC Milan                       | 2 – 2  | RC Strasbourg         | 1 – 0   | 1 – 2    | 1 – 1 |
| Royal Daring Club de Bruxelles | 1 – 3  | AIK Solna             | 1 – 3   | 0 – 0    |       |
| Spartak ZJŠ Brno               | 2 – 1  | DFS Lokomotiv Plovdiv | 2 – 0   | 0 – 1    |       |
| Royal Antwerp FC               | 4 – 3  | Glentoran FC Belfast  | 1 – 0   | 3 – 3    |       |
| 1. FC Nürnberg VfL eV          | 1 – 2  | Everton FC Liverpool  | 1 – 1   | 0 – 1    |       |
| Leeds United AFC               | 2 – 1  | AC Torino SpA         | 2 – 1   | 0 – 0    |       |

### Turul I
| RFC de Liège  | 1 – 0 | NK Zagreb |
| ------------- | ----- | --------- |
| Demarteau 47' |       |           |

| Hibernian FC Edinburgh | 2 – 0 | Valencia CF |
| ---------------------- | ----- | ----------- |
| Scott 4' MacNamee 89'  |       |             |

| Union Luxemburg | 0 – 4 | 1. FC Köln                                |
| --------------- | ----- | ----------------------------------------- |
|                 |       | Krauthausen 14', 80' Thielen 28' Löhr 35' |

| Stade Français FC Paris | 0 – 0 | FC Porto |
| ----------------------- | ----- | -------- |
|                         |       |          |

| Steaua Roșie Belgrad | 0 – 4 | AC Fiorentina SpA                    |
| -------------------- | ----- | ------------------------------------ |
|                      |       | Bertini 67', 86' Hamrin 70' Nuti 83' |

| Malmö FF | 0 – 3 | TSV 1860 München                        |
| -------- | ----- | --------------------------------------- |
|          |       | Brunnenmeier 22' Rebele 28' Grosser 61' |

| PAOK FC Salonic           | 2 – 1 | Wiener Sport-Club |
| ------------------------- | ----- | ----------------- |
| Koudas 62' Mouratidis 75' |       | Rafreider 51'     |

| VV DOS Utrecht | 0 – 0 | FC Barcelona |
| -------------- | ----- | ------------ |
|                |       |              |

| FC Girondins de Bordeaux | 0 – 4 | Sporting CP Lisabona                                      |
| ------------------------ | ----- | --------------------------------------------------------- |
|                          |       | Figueiredo 7', 87' Oliveira Duarte 47' Fernando Peres 80' |

| Chelsea FC Londra                 | 4 – 1 | AS Roma SpA |
| --------------------------------- | ----- | ----------- |
| Venables 31', 39', 46' Graham 66' |       | Barison 34' |

| AC Milan      | 1 – 0 | RC Strasbourg |
| ------------- | ----- | ------------- |
| Fortunato 41' |       |               |

| Royal Daring Club de Bruxelles | 1 – 3 | AIK Solna                           |
| ------------------------------ | ----- | ----------------------------------- |
| Randoux 10'                    |       | Carlsson 17' Nildén 27' Backman 75' |

| Spartak ZJŠ Brno        | 2 – 0 | DFS Lokomotiv Plovdiv |
| ----------------------- | ----- | --------------------- |
| Chaloupka 25' Vojta 72' |       |                       |

| Royal Antwerp FC | 1 – 0 | Glentoran FC Belfast |
| ---------------- | ----- | -------------------- |
| van de Velde 85' |       |                      |

| 1. FC Nürnberg VfL eV | 1 – 1 | Everton FC Liverpool |
| --------------------- | ----- | -------------------- |
| Greif 24'             |       | Harris 50'           |

| Leeds United AFC        | 2 – 1 | AC Torino SpA |
| ----------------------- | ----- | ------------- |
| Bremner 25' Peacock 48' |       | Orlando 78'   |

### Turul II
| AC Fiorentina SpA                   | 3 – 1 | Steaua Roșie Belgrad |
| ----------------------------------- | ----- | -------------------- |
| Hamrin 6' Pirovano 26' Brugnera 48' |       | Milošević 42'        |

AC Fiorentina SpA s-a calificat cu scorul general 7–1.
| TSV 1860 München                                | 4 – 0 | Malmö FF |
| ----------------------------------------------- | ----- | -------- |
| Brunnenmeier 6' Heiß 24' Grosser 57' Rebele 87' |       |          |

TSV 1860 München s-a calificat cu scorul general 7–0.
| NK Zagreb              | 2 – 0 | RFC de Liège |
| ---------------------- | ----- | ------------ |
| Wacha 61' Azinović 88' |       |              |

NK Zagreb s-a calificat cu scorul general 2–1.
| Wiener Sport-Club                    | 6 – 0 | PAOK FC Salonic |
| ------------------------------------ | ----- | --------------- |
| Hof 3', 27', 74', 89' Gayer 13', 73' |       |                 |

Wiener Sport-Club s-a calificat cu scorul general 7–2.
| Sporting CP Lisabona                                                                              | 6 – 1 | FC Girondins de Bordeaux |
| ------------------------------------------------------------------------------------------------- | ----- | ------------------------ |
| Lourenço 15', 78' Fernando Peres 24' (pen.) Oliveira Duarte 26' Figueiredo 53' Ferreira Pinto 60' |       | Abossolo 47'             |

Sporting CP Lisabona s-a calificat cu scorul general 10–1.
| Valencia CF                       | 2 – 0 | Hibernian FC Edinburgh |
| --------------------------------- | ----- | ---------------------- |
| Waldo 15' Sánchez Lage 74' (pen.) |       |                        |

La scorul general 2–2 s-a disputat un meci de baraj.
| 1. FC Köln                                                                                         | 13 – 0 | Union Luxemburg |
| -------------------------------------------------------------------------------------------------- | ------ | --------------- |
| Thielen 2', 6', 23', 31' Löhr 12', 15', 57' Overath 16', 87' Neumann 44', 78' Müller 72' Weber 88' |        |                 |

1. FC Köln s-a calificat cu scorul general 17–0.
| FC Porto           | 1 – 0 | Stade Français FC Paris |
| ------------------ | ----- | ----------------------- |
| Manuel António 12' |       |                         |

FC Porto s-a calificat cu scorul general 1–0.
| AS Roma SpA | 0 – 0 | Chelsea FC Londra |
| ----------- | ----- | ----------------- |
|             |       |                   |

Chelsea FC Londra s-a calificat cu scorul general 4–1.
| DFS Lokomotiv Plovdiv | 1 – 0 | Spartak ZJŠ Brno |
| --------------------- | ----- | ---------------- |
| Kanchev 40'           |       |                  |

Spartak ZJŠ Brno s-a calificat cu scorul general 2–1.
| Glentoran FC Belfast           | 3 – 3 | Royal Antwerp FC                         |
| ------------------------------ | ----- | ---------------------------------------- |
| Hamilton 44' Thompson 55', 60' |       | Segers 12' van Moer 68' van de Velde 87' |

Royal Antwerp FC s-a calificat cu scorul general 4–3.
| FC Barcelona                                        | 7 – 1 | VV DOS Utrecht     |
| --------------------------------------------------- | ----- | ------------------ |
| Vergés 9' Zaldúa 11', 13', 54', 59', 82' Pereda 84' |       | van der Linden 35' |

FC Barcelona s-a calificat cu scorul general 7–1.
| AC Torino SpA | 0 – 0 | Leeds United AFC |
| ------------- | ----- | ---------------- |
|               |       |                  |

Leeds United AFC s-a calificat cu scorul general 2–1.
| Everton FC Liverpool | 1 – 0 | 1. FC Nürnberg VfL eV |
| -------------------- | ----- | --------------------- |
| Gabriel 63'          |       |                       |

Everton FC Liverpool s-a calificat cu scorul general 2–1.
| AIK Solna | 0 – 0 | Royal Daring Club de Bruxelles |
| --------- | ----- | ------------------------------ |
|           |       |                                |

AIK Solna s-a calificat cu scorul general 3–1.
| RC Strasbourg               | 2 – 1 | AC Milan    |
| --------------------------- | ----- | ----------- |
| Hauss 70' (pen.) Farias 89' |       | Benigni 59' |

La scorul general 2–2 s-a disputat un meci de baraj.

### Baraj
| Valencia CF                | 3 – 0 | Hibernian FC Edinburgh |
| -------------------------- | ----- | ---------------------- |
| Muñoz 11', 72' Guillot 66' |       |                        |

Valencia CF s-a calificat.
| AC Milan      | 1 – 1 (d.p.) | RC Strasbourg   |
| ------------- | ------------ | --------------- |
| Angelillo 59' |              | Szczepaniak 80' |

În urma egalității înregistrate la finalul prelungirilor meciului de baraj, AC Milan s-a calificat prin tragere la sorți.

## Șaisprezecimi de finală
| Echipa 1                   | Total  | Echipa 2                   | Turul I | Turul II | Baraj |
| -------------------------- | ------ | -------------------------- | ------- | -------- | ----- |
| Heart of Midlothian FC     | 4 – 1  | Vålerenga IF Oslo          | 1 – 0   | 3 – 1    |       |
| Aris FC Salonic            | 2 – 3  | 1. FC Köln                 | 2 – 1   | 0 – 2    |       |
| Újpesti Dózsa SC Budapesta | 4 – 2  | Everton FC Liverpool       | 3 – 0   | 1 – 2    |       |
| Dunfermline Athletic FC    | 9 – 2  | Boldklubben 1913 Copenhaga | 5 – 0   | 4 – 2    |       |
| Göztepe AŞ Izmir           | 3 – 10 | TSV 1860 München           | 2 – 1   | 1 – 9    |       |
| AIK Solna                  | 3 – 5  | Servette FC Geneva         | 2 – 1   | 1 – 4    |       |
| Sporting CP Lisabona       | 5 – 5  | RCD Espanyol Barcelona     | 2 – 1   | 3 – 4    | 1 – 2 |
| Hannoverscher SV 1896      | 6 – 2  | FC Porto                   | 5 – 0   | 1 – 2    |       |
| NK Zagreb                  | 2 – 3  | CS Steagul Roșu Brașov     | 2 – 2   | 0 – 1    |       |
| Wiener Sport-Club          | 1 – 2  | Chelsea FC Londra          | 1 – 0   | 0 – 2    |       |
| Royal Antwerp FC           | 2 – 3  | FC Barcelona               | 2 – 1   | 0 – 2    |       |
| Shamrock Rovers FC Dublin  | 2 – 3  | Real Zaragoza SAD          | 1 – 1   | 1 – 2    |       |
| AC Fiorentina              | 2 – 4  | Spartak ZJŠ Brno           | 2 – 0   | 0 – 4    |       |
| SC Leipzig                 | 1 – 2  | Leeds United AFC           | 1 – 2   | 0 – 0    |       |
| FC Basel 1893              | 2 – 8  | Valencia CF                | 1 – 3   | 1 – 5    |       |
| GD CUF do Barreiro         | 2 – 2  | AC Milan                   | 2 – 0   | 0 – 2    | 0 – 1 |

### Turul I
| Heart of Midlothian FC | 1 – 0 | Vålerenga IF Oslo |
| ---------------------- | ----- | ----------------- |
| Wallace 43'            |       |                   |

| Aris FC Salonic                                      | 2 – 1 | 1. FC Köln |
| ---------------------------------------------------- | ----- | ---------- |
| Konstandinidis 29' · Filippou 71' · Athanasiadis 85' |       | Sturm 82'  |

| Újpesti Dózsa SC Budapesta         | 3 – 0 | Everton FC Liverpool |
| ---------------------------------- | ----- | -------------------- |
| Solymosi 9' Bene 23' Kuharszki 62' |       |                      |

| Dunfermline Athletic FC                                | 5 – 0 | Boldklubben 1913 Copenhaga |
| ------------------------------------------------------ | ----- | -------------------------- |
| Fleming 23' Robertson 57' Paton 70', 89' Callaghan 73' |       |                            |

| Göztepe AŞ Izmir         | 2 – 1 | TSV 1860 München |
| ------------------------ | ----- | ---------------- |
| Karakayalý 63' Öznur 70' |       | Brunnenmeier 72' |

| AIK Solna               | 2 – 1 | Servette FC Geneva |
| ----------------------- | ----- | ------------------ |
| Backman 40' Ohlsson 41' |       | Schindelholz 57'   |

| Sporting CP Lisabona | 2 – 1 | RCD Espanyol Barcelona |
| -------------------- | ----- | ---------------------- |
| Lourenço 62', 67'    |       | Miralles 75'           |

| Hannoverscher SV 1896                                | 5 – 0 | FC Porto |
| ---------------------------------------------------- | ----- | -------- |
| Rodekamp 5' Siemensmeyer 7', 79' Bandura 65' Nix 73' |       |          |

| NK Zagreb      | 2 – 2 | CS Steagul Roșu Brașov   |
| -------------- | ----- | ------------------------ |
| Wacha 65', 84' |       | Goran 65' Năftănăilă 83' |

| Wiener Sport-Club | 1 – 0 | Chelsea FC Londra |
| ----------------- | ----- | ----------------- |
| Gayer 82' (pen.)  |       |                   |

| Royal Antwerp FC               | 2 – 1 | FC Barcelona |
| ------------------------------ | ----- | ------------ |
| Silvestre 6' (a.g.) Segers 11' |       | Rifé 41'     |

| Shamrock Rovers FC Dublin | 1 – 1 | Real Zaragoza SAD |
| ------------------------- | ----- | ----------------- |
| Tuohy 44'                 |       | Reija 88'         |

| AC Fiorentina SpA       | 2 – 0 | Spartak ZJŠ Brno |
| ----------------------- | ----- | ---------------- |
| De Sisti 15' Hamrin 89' |       |                  |

| SC Leipzig              | 1 – 2 | Leeds United AFC |
| ----------------------- | ----- | ---------------- |
| Lorimer 80' Bremner 81' |       | Frenzel 83'      |

| FC Basel 1893 | 1 – 3 | Valencia CF              |
| ------------- | ----- | ------------------------ |
| Benthaus 6'   |       | Waldo 17', 80' Muñoz 23' |

| GD CUF do Barreiro                | 2 – 0 | AC Milan |
| --------------------------------- | ----- | -------- |
| Fernando 61' Abalroado 89' (pen.) |       |          |

### Turul II
| Vålerenga IF Oslo | 1 – 3 | Heart of Midlothian FC       |
| ----------------- | ----- | ---------------------------- |
| Knudsen 72'       |       | Kerrigan 9', 89' Traynor 19' |

Heart of Midlothian FC s-a calificat cu scorul general 1–4.
| Servette FC Geneva                       | 4 – 1 | AIK Solna    |
| ---------------------------------------- | ----- | ------------ |
| Georgy 1' Makay 21' Németh 64' Daina 67' |       | Eriksson 50' |

Servette FC Geneva s-a calificat cu scorul general 5–3.
| 1. FC Köln       | 2 – 0 | Aris FC Salonic  |
| ---------------- | ----- | ---------------- |
| Thielen 57', 83' |       | Kambourlazos 88' |

1. FC Köln s-a calificat cu scorul general 3–2.
| Everton FC Liverpool       | 2 – 1 | Újpesti Dózsa SC Budapesta |
| -------------------------- | ----- | -------------------------- |
| Harris 4' Noskó 83' (a.g.) |       | Kuharszki 31'              |

Újpesti Dózsa SC Budapesta s-a calificat cu scorul general 4–2.
| Boldklubben 1913 Copenhaga | 4 – 2 | Dunfermline Athletic FC                        |
| -------------------------- | ----- | ---------------------------------------------- |
| Petersen 10' Andersen 50'  |       | Edwards 29' Paton 32' Fleming 55' Ferguson 61' |

Dunfermline Athletic FC s-a calificat cu scorul general 9–2.
| TSV 1860 München                                                        | 9 – 1 | Göztepe AŞ Izmir |
| ----------------------------------------------------------------------- | ----- | ---------------- |
| Rebele 1', 29', 58' Konietzka 5', 36', 44', 65' Radenković 73' Heiß 87' |       | Öznur 6'         |

TSV 1860 München s-a calificat cu scorul general 10–3.
| CS Steagul Roșu Brașov | 1 – 0 | NK Zagreb |
| ---------------------- | ----- | --------- |
| Hașoti 14'             |       |           |

CS Steagul Roșu Brașov s-a calificat cu scorul general 3–2.
| Real Zaragoza SAD      | 2 – 1 | Shamrock Rovers FC Dublin |
| ---------------------- | ----- | ------------------------- |
| Santos 11' Canário 77' |       | Fullam 21'                |

Real Zaragoza SAD s-a calificat cu scorul general 3–2.
| RCD Espanyol Barcelona                              | 4 – 3 | Sporting CP Lisabona                            |
| --------------------------------------------------- | ----- | ----------------------------------------------- |
| José María 57' (pen.) Miralles 65' Rodilla 70', 72' |       | Lourenço 26' Figueiredo 34' Oliveira Duarte 48' |

La scorul general 5–5 s-a disputat un meci de baraj.
| Chelsea FC Londra    | 2 – 0 | Wiener Sport-Club |
| -------------------- | ----- | ----------------- |
| Murray 5' Osgood 30' |       |                   |

Chelsea FC Londra s-a calificat cu scorul general 2–1.
| Leeds United AFC | 0 – 0 | SC Leipzig |
| ---------------- | ----- | ---------- |
|                  |       |            |

Leeds United AFC s-a calificat cu scorul general 2–1.
| FC Barcelona        | 2 – 0 | Royal Antwerp FC |
| ------------------- | ----- | ---------------- |
| Rifé 9' Zaballa 50' |       |                  |

FC Barcelona s-a calificat cu scorul general 3–2.
| Spartak ZJŠ Brno                    | 4 – 0 | AC Fiorentina SpA |
| ----------------------------------- | ----- | ----------------- |
| Hradský 29', 70' Lichtnégl 79', 83' |       |                   |

Spartak ZJŠ Brno s-a calificat cu scorul general 4–2.
| FC Porto                                     | 2 – 1 | Hannoverscher SV 1896 |
| -------------------------------------------- | ----- | --------------------- |
| Manuel António 21' Custódio Pinto 66' (pen.) |       | Nix 43'               |

Hannoverscher SV 1896 s-a calificat cu scorul general 6–2.
| Valencia CF                                     | 5 – 1 | FC Basel 1893 |
| ----------------------------------------------- | ----- | ------------- |
| Waldo 1', 79' Urtiaga 18' Muñoz 31' Guillot 33' |       | Hauser 53'    |

Valencia CF s-a calificat cu scorul general 8–2
| AC Milan                                          | 2 – 0 | GD CUF do Barreiro |
| ------------------------------------------------- | ----- | ------------------ |
| Sormani 18' (pen.) · Angelillo 87' · Amarildo 36' |       |                    |

La scorul general 2–2 s-a disputat un meci de baraj.

### Baraj
| RCD Espanyol Barcelona | 2 – 1 | Sporting CP Lisabona |
| ---------------------- | ----- | -------------------- |
| Rodilla 36', 45'       |       | Lourenço 37'         |

RCD Espanyol Barcelona s-a calificat.
| AC Milan    | 1 – 0 | GD CUF do Barreiro |
| ----------- | ----- | ------------------ |
| Lodetti 76' |       |                    |

AC Milan s-a calificat.

## Optimi de finală
| Echipa 1                | Total | Echipa 2                   | Turul I | Turul II | Baraj |
| ----------------------- | ----- | -------------------------- | ------- | -------- | ----- |
| Heart of Midlothian FC  | 5 – 5 | Real Zaragoza SAD          | 3 – 3   | 2 – 2    | 0 – 1 |
| Dunfermline Athletic FC | 2 – 0 | Spartak ZJŠ Brno           | 2 – 0   | 0 – 0    |       |
| RCD Espanyol Barcelona  | 5 – 5 | CS Steagul Roșu Brașov     | 3 – 1   | 2 – 4    | 1 – 0 |
| 1. FC Köln              | 3 – 6 | Újpesti Dózsa SC Budapesta | 3 – 2   | 0 – 4    |       |
| Leeds United AFC        | 2 – 1 | Valencia CF                | 1 – 1   | 1 – 0    |       |
| Hannoverscher SV 1896   | 2 – 2 | FC Barcelona               | 2 – 1   | 0 – 1    | 1 – 1 |
| Servette FC Geneva      | 2 – 5 | TSV 1860 München           | 1 – 1   | 1 – 4    |       |
| AC Milan                | 3 – 3 | Chelsea FC Londra          | 2 – 1   | 1 – 2    | 1 – 1 |

### Turul I
| Heart of Midlothian FC                     | 3 – 3 | Real Zaragoza SAD            |
| ------------------------------------------ | ----- | ---------------------------- |
| Alan Anderson 50' Wallace 58' Kerrigan 80' |       | Lapetra 10', 86' Endériz 29' |

| Dunfermline Athletic FC       | 2 – 0 | Spartak ZJŠ Brno |
| ----------------------------- | ----- | ---------------- |
| Paton 61' Ferguson 88' (pen.) |       |                  |

| RCD Espanyol Barcelona | 3 – 1 | CS Steagul Roșu Brașov |
| ---------------------- | ----- | ---------------------- |
| Amas 59', 82', 87'     |       | Zaharia 62'            |

| 1. FC Köln              | 3 – 2 | Újpesti Dózsa SC Budapesta     |
| ----------------------- | ----- | ------------------------------ |
| Löhr 18', 31' Sturm 43' |       | Göröcs 30' Solymosi 81' (pen.) |

| Leeds United AFC           | 1 – 1 | Valencia CF                                 |
| -------------------------- | ----- | ------------------------------------------- |
| Lorimer 65' · Charlton 74' |       | Muñoz 17' · Vidagańy 74' · Sánchez Lage 82' |

| Hannoverscher SV 1896 | 2 – 1 | FC Barcelona |
| --------------------- | ----- | ------------ |
| Siemensmeyer 15', 55' |       | Zaldúa 44'   |

| Servette FC Geneva | 1 – 1 | TSV 1860 München |
| ------------------ | ----- | ---------------- |
| Daina 89'          |       | Konietzka 39'    |

| AC Milan                | 2 – 1 | Chelsea FC Londra |
| ----------------------- | ----- | ----------------- |
| Amarildo 58' Rivera 75' |       | Graham 89'        |

### Turul II
| Real Zaragoza SAD       | 2 – 2 | Heart of Midlothian FC        |
| ----------------------- | ----- | ----------------------------- |
| Santos 5' Marcelino 21' |       | Alan Anderson 25' Wallace 78' |

La scorul general 5–5 s-a disputat un meci de baraj.
| TSV 1860 München                               | 4 – 1 | Servette FC Geneva |
| ---------------------------------------------- | ----- | ------------------ |
| Konietzka 16'Grosser 35' Brunnenmeier 58', 87' |       | Georgy 40'         |

TSV 1860 München s-a calificat cu scorul general 5–2.
| Spartak ZJŠ Brno | 0 – 0 | Dunfermline Athletic FC |
| ---------------- | ----- | ----------------------- |
|                  |       |                         |

Dunfermline Athletic FC s-a calificat cu scorul general 2–0.
| CS Steagul Roșu Brașov                          | 4 – 2 | RCD Espanyol Barcelona              |
| ----------------------------------------------- | ----- | ----------------------------------- |
| Pescaru 23' Ivăncescu 52', 60' (pen.) Goran 80' |       | Eulogio Martínez 21' José María 49' |

La scorul general 5–5 s-a disputat un meci de baraj.
| Újpesti Dózsa SC Budapesta               | 4 – 0 | 1. FC Köln |
| ---------------------------------------- | ----- | ---------- |
| Dunai II 13' Bene 46', 70' Kuharszki 62' |       |            |

Újpesti Dózsa SC Budapesta s-a calificat cu scorul general 6–3.
| Valencia CF | 0 – 1 | Leeds United AFC |
| ----------- | ----- | ---------------- |
|             |       | O’Grady 75'      |

Leeds United AFC s-a calificat cu scorul general 2–1
| FC Barcelona | 1 – 0 | Hannoverscher SV 1896 |
| ------------ | ----- | --------------------- |
| Fusté 61'    |       |                       |

La scorul general 2–2 s-a disputat un meci de baraj.
| Chelsea FC Londra    | 2 – 1 | AC Milan    |
| -------------------- | ----- | ----------- |
| Graham 9' Osgood 18' |       | Sormani 43' |

La scorul general 3–3 s-a disputat un meci de baraj.

### Baraj
| AC Milan      | 1 – 1 (d.p.) | Chelsea FC Londra |
| ------------- | ------------ | ----------------- |
| Fortunato 90' |              | Bridges 10'       |

În urma egalității înregistrate la finalul prelungirilor meciului de baraj, Chelsea FC Londra s-a calificat prin tragere la sorți.
| CS Steagul Roșu Brașov | 0 – 1 | RCD Espanyol Barcelona |
| ---------------------- | ----- | ---------------------- |
|                        |       | Cayetano Re 53'        |

RCD Espanyol Barcelona s-a calificat.
| Hannoverscher SV 1896 | 1 – 1 (d.p.) | FC Barcelona |
| --------------------- | ------------ | ------------ |
| Bandura 11'           |              | Pujol 88'    |

În urma egalității înregistrate la finalul prelungirilor meciului de baraj, FC Barcelona s-a calificat prin tragere la sorți.
| Real Zaragoza SAD | 1 – 0 | Heart of Midlothian FC |
| ----------------- | ----- | ---------------------- |
| Marcelino 80'     |       |                        |

Real Zaragoza SAD s-a calificat.

## Sferturi de finală
| Echipa 1                | Total | Echipa 2                   | Turul I | Turul II | Baraj |
| ----------------------- | ----- | -------------------------- | ------- | -------- | ----- |
| Leeds United AFC        | 5 – 2 | Újpesti Dózsa SC Budapesta | 4 – 1   | 1 – 1    |       |
| Dunfermline Athletic FC | 3 – 4 | Real Zaragoza SAD          | 1 – 0   | 2 – 4    |       |
| TSV 1860 München        | 2 – 3 | Chelsea FC Londra          | 2 – 2   | 0 – 1    |       |
| FC Barcelona            | 2 – 0 | RCD Espanyol Barcelona     | 1 – 0   | 1 – 0    |       |

### Turul I
| Leeds United AFC                           | 4 – 1 | Újpesti Dózsa SC Budapesta |
| ------------------------------------------ | ----- | -------------------------- |
| Cooper 7' Bell 35' Storrie 42' Bremner 43' |       | Dunai II 13'               |

| Dunfermline Athletic FC | 1 – 0 | Real Zaragoza SAD |
| ----------------------- | ----- | ----------------- |
| Paton 87'               |       |                   |

| TSV 1860 München          | 2 – 2 | Chelsea FC Londra |
| ------------------------- | ----- | ----------------- |
| Kohlars 17' Konietzka 75' |       | Tambling 35', 55' |

| FC Barcelona | 1 – 0 | RCD Espanyol Barcelona |
| ------------ | ----- | ---------------------- |
| Benítez 43'  |       |                        |

### Turul II
| Újpesti Dózsa SC Budapesta | 1 – 1 | Leeds United AFC |
| -------------------------- | ----- | ---------------- |
| Fazekas 38'                |       | Lorimer 72'      |

Leeds United AFC s-a calificat cu scorul general 5–2.
| RCD Espanyol Barcelona | 0 – 1 | FC Barcelona |
| ---------------------- | ----- | ------------ |
|                        |       | Vidal 49'    |

FC Barcelona s-a calificat cu scorul general 2–0.
| Chelsea FC Londra | 1 – 0 | TSV 1860 München |
| ----------------- | ----- | ---------------- |
| Osgood 78'        |       |                  |

Chelsea FC Londra s-a calificat cu scorul general 3–2.
| Real Zaragoza SAD                        | 4 – 2 (d.p.) | Dunfermline Athletic FC |
| ---------------------------------------- | ------------ | ----------------------- |
| Santos 57' Marcelino 83' Villa 91', 118' |              | Ferguson 89' Lunn 118'  |

Real Zaragoza SAD s-a calificat cu scorul general 4–3.

## Semifinale
| Echipa 1          | Total | Echipa 2          | Turul I | Turul II | Baraj |
| ----------------- | ----- | ----------------- | ------- | -------- | ----- |
| Real Zaragoza SAD | 2 – 2 | Leeds United AFC  | 1 – 0   | 1 – 2    | 3 – 1 |
| FC Barcelona      | 2 – 2 | Chelsea FC Londra | 2 – 0   | 0 – 2    | 5 – 0 |

### Turul I
| Real Zaragoza SAD                | 1 – 0 | Leeds United AFC |
| -------------------------------- | ----- | ---------------- |
| Lapetra 57' (pen.) · Violeta 85' |       | Giles 85'        |

| FC Barcelona         | 2 – 0 | Chelsea FC Londra |
| -------------------- | ----- | ----------------- |
| Fusté 33' Zaldúa 89' |       |                   |

### Turul II
| Leeds United AFC            | 2 – 1 | Real Zaragoza SAD |
| --------------------------- | ----- | ----------------- |
| Johanneson 22' Charlton 65' |       | Canário 62'       |

La scorul general 2–2 s-a disputat un meci de baraj.
| Chelsea FC Londra                   | 2 – 0 | FC Barcelona |
| ----------------------------------- | ----- | ------------ |
| Gallego 70' (a.g.) Reina 77' (a.g.) |       |              |

La scorul general 2–2 s-a disputat un meci de baraj.

### Baraj
| Leeds United AFC | 1 – 3 | Real Zaragoza SAD                |
| ---------------- | ----- | -------------------------------- |
| Charlton 78'     |       | Marcelino 1' Villa 5' Santos 13' |

Real Zaragoza SAD s-a calificat.
| FC Barcelona                                  | 5 – 0 | Chelsea FC Londra |
| --------------------------------------------- | ----- | ----------------- |
| Zaldúa 4' Zaballa 14' Rifé 42', 52' Fusté 73' |       |                   |

FC Barcelona s-a calificat.

## Finala

### Turul I
| FC Barcelona | 0 – 1 | Real Zaragoza SAD |
| ------------ | ----- | ----------------- |
|              |       | Canário 39'       |

### Turul II
| Real Zaragoza SAD                | 2 – 4 (d.p.) | FC Barcelona                                   |
| -------------------------------- | ------------ | ---------------------------------------------- |
| Marcelino 24', 87' · Canário 89' |              | Pujol 3', 85', 120' · Zaballa 70' · Torres 89' |

| Câștigătoarea Cupei Orașelor Târguri 1965–66 |
| Spania                                       |
| FC Barcelona Al treilea trofeu               |

## Golgheteri
8 goluri
- José Antonio Zaldúa (FC Barcelona)

7 goluri
- Friedhelm Konietzka (TSV 1860 München)

6 goluri
- Hennes Löhr (1. FC Köln)
- João Lourenço (Sporting CP Lisabona)
- Marcelino Martínez (Real Zaragoza SAD)